# ساختمان دادگستری شهرستان مدینا
عمارت دادگستری شهرستان مدینا (به انگلیسی: Medina County Courthouse) عمارتی تاریخی در شهرستان مدینا، تگزاس است.
این بنا در سال ۱۸۹۲ ساخته گردید و معمار آن گروه Martin, Byrnes & Johnston بود.